# Friedrich Hensing

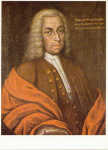
Friedrich Hensing

Friedrich Wilhelm Hensing (Gießen, 17 de abril de 1719 — Gießen, 9 de novembro de 1745) foi um professor universitário alemão de medicina e anatomia da Universidade de Giessen. Publicou duas obras: Dissertatio Inauguralis De Peritonaeo (Lammers, 1742) e Denkmahl der Liebe (Hammer, 1744, 4 Seiten).